# زرشک سرخ‌میوه
زرشک سرخ‌میوه (نام علمی: Berberis morrisonensis) نام یک گونه از سرده زرشک است.